# Menhire von Mill of Noth

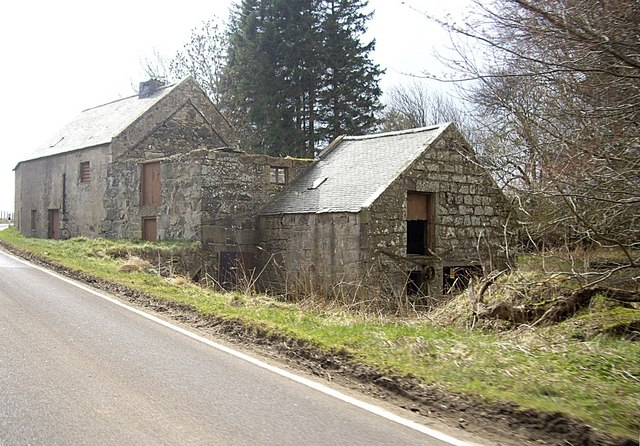
Mill of Noth Farm

Die West-Ost orientierten Menhire von Mill of Noth (auch Burn of Easaiche, Milltown of Noth oder Mill O’ Noth genannt) stehen nordnordöstlich von Rhynie in Aberdeenshire in Schottland. Das Steinpaar steht auf einer Kiesterrasse südlich des Burn of Easaiche, östlich der Mainstreet (A97) bei der Farm Mill of Noth am Ord Hill.
Die Menhire (englisch Standing stones) sind laut Frederick Rhenius Coles (1854–1929) der Rest eines Recumbent Stone Circle (RSC), in dem sie die Position der beiden stehenden Steine seitlich des etwa 2,7 m messenden, verschwundenen liegenden Steines innegehabt haben sollen. Die Orientierung der Steine macht es jedoch unmöglich, dass sie auf dem Südwestbogen des Kreises standen (die übliche Position einer solchen Anordnung). Es ist daher unwahrscheinlich, dass sie „Flanker“ eines liegenden Steines waren. Die Steine sind 1,95 m hoch. Der östliche Stein misst in Bodennähe 0,7 × 0,5 m. Der westliche misst 0,67 × 0,34 m.
In der Nähe befinden sich der Craw Stane, ein Piktischer Symbolstein der Klasse 1 und das Hillfort Tap o’ Noth.